# با مهربانیت شرمنده‌اش کن
با مهربانیت بکششان  (به انگلیسی:Kill Em with Kindness) آهنگی از خواننده آمریکایی سلنا گومز است. این آهنگ از آلبوم احیا است.

## موزیک ویدیو
موزیک ویدیوی این آهنگ در ۶ ژوئیه ۲۰۱۶ در ویوو پخش شد. این موزیک ویدیو توسط امیل ناوا کارگردانی شد و به صورت سیاه‌وسفید فیلم‌برداری شد.

## گواهی‌ها
این آهنگ در استرالیا، ایتالیا و سوئد گواهی پلاتینیوم و در دانمارک، آلمان، هلند و آمریکا گواهی طلا و در اروپا گواهی نقره را دریافت کرد.